# Заук, Мохаммад Ибрагим
Шейх Мохаммад Ибрагим Заук (урду محمد ابراہیم ذوق‎,
1789, Дели, Империя Великих Моголов — 1854, Дели, Британская Ост-Индская компания) — один из самых известных поэтов урду, педагог, преподаватель литературы, поэзии и религии при императорском дворе Великих Моголов в Дели.

## Биография
Сын простого солдата армии Моголов Мухаммад Рамзана. В юности переболел оспой и смог получить базовое образование. Заук был направлен в начальную религиозную школу, где у него обнаружили тяга к поэзии урду. Его талант был отточен под руководством известного поэта Шаха Насира.
Заук был принят на службу при Императорском дворе Великих Моголов благодаря своему другу поэту Миру Казиму Хусайну Бекарару. Вскоре он стал учителем и наставником наследника престола Бахадура Шаха Зафара. В возрасте 19 лет назначен придворным поэтом-лауреатом и был им вплоть до своей смерти в 1854 году.
Главным соперником в поэзии был поэт Мирза Галиб. Галиб писал чувственные, лирические стихи, однако в это время ценилось большее красноречие и пышные словообразования, чем чувственность и содержание. Поэтому Заук был популярнее его соперника.
Популярность Заука в поэзии на урду связана с его хвалебными речами, отражающими его владение языком и умение сочинять стихи чрезвычайно сложных размеров. Поскольку Заук был связан с императорским двором с подросткового возраста и оставался там до самой смерти, ему приходилось писать в основном хвалебные речи, чтобы получить покровительство и награды от принцев и императора. Его наставник, Шах Насир, также обращал внимание только на лингвистическое красноречие. Заук также следовал примеру своего наставника. Такой стиль поэзии подходил для написания панегириков. Автор газелей, касыда, мухаммас, которые также имеют литературную ценность.